# Artur Cozma
Artur Cozma (n. 22 aprilie 1967, municipiul Chișinău) este un diplomat și om politic din Republica Moldova, care a îndeplinit funcția de ministru al culturii și turismului din Republica Moldova (2005-2008).

## Biografie
Artur Cozma s-a născut la data de 22 aprilie 1967, în municipiul Chișinău. A absolvit în anul 1991 cursurile Facultății de Istorie din cadrul Universității de Stat “M.V.Lomonosov” din Moscova. A obținut în anul 2003 titlul de doctor în științe politice la Institutul de Istorie, Stat și Drept a Academiei de Științe a Moldovei, cu teza intitulată Diplomația Republicii Moldova în perioada anilor 1944-2001, elaborată sub conducerea științifică a acad. prof. dr. hab. Gheorghe Rusnac.
După absolvirea Universității, a urmat studii postuniversitare la Școala Natională de Studii Politice și Administrative din București (1991-1993) și apoi cursuri de studii diplomatice pe lângă Ministerul Afacerilor Externe al Regatului Suedez și al Regatului Olandez (1994).
Începând din anul 1993, lucrează în cadrul Ministerului Afacerilor Externe al Republicii Moldova, îndeplinind pe rând următoarele funcții: secretar I al Direcției ONU (1993-1995), secretar I al Ambasadei Republicii Moldova în România (1995-1998), vicedirector al Serviciului de Stat Protocol Diplomatic (1998-1999), consultant în probleme speciale și de protocol al Președintelui Republicii Moldova (1999-2000) și director al Serviciului de Stat Protocol Diplomatic (2000-2001).
În anul 2001 este numit în funcția de Ambasador Extraordinar și Plenipotențiar al Republicii Moldova în Statul Israel.
În baza votului de încredere acordat de Parlament, prin Decretul Președintelui Republicii Moldova, la data de 19 aprilie 2005, Artur Cozma este numit în funcția de ministru al culturii și turismului. El și-a păstrat funcția de ministru și în noul guvern format de Zinaida Greceanîi la 31 martie 2008.
A fost revocat din funcția de ministru printr-un decret prezidențial din 1 decembrie 2008, fără a se specifica motivele care l-au determinat pe președinte să semneze un asemenea decret. La acel moment, ministrul se afla într-o deplasare oficială la Baku, capitala Azerbaidjanului .
Pe 30 aprilie 2015 a fost confirmat de Parlamentul Republicii Moldova în funcția de membru al Consiliului Coordonator al Audiovizualului (CCA), pe un termen de șase ani.
Este căsătorit și are un copil.